# Беженцы гражданской войны в Греции
Беженцы гражданской войны в Греции — лица, покинувшие территорию Греции во время Гражданской войны 1946—1949 годов. Преимущественно это были члены (или сторонники) побежденных коммунистических сил — то есть, политические беженцы. Крах Демократической Армии Греции (ΔΣΕ или ДАГ) и эвакуация руководства Коммунистической партии Греции (KKE) в 1949 году в Восточную Европу заставили тысячи людей покинуть страну. По оценкам современных исследователей, к 1949 году более 100 000 человек покинули Грецию и через Албанию (первоначально и через Югославию и Болгарию) перешли в страны Восточного блока. Десятки тысяч детей-беженцев, были эвакуированы в специально организованной кампании, в своём большинстве в Чехословакию. Поскольку гражданская война принесла широкомасштабные разрушения по всей Греции — особенно в районах греческой Македонии и Эпира — многие люди продолжают покидать страну уже после окончания боевых действий.

## Гражданская война в Греции
После того как в Европе закончилась Вторая мировая война и вторгшиеся в своё время в Грецию силы стран Оси потерпели поражение, на греческой земле начались бои между британскими войсками и греческим правительством вернувшимся из изгнания с одной стороны и частями Народно-освободительной армии Греции (ЭЛАС).
Британское вмешательство привело к т.н. Белому террору, который привёл в 1946 году к началу полномасштабной Гражданской войны между Демократической Армией Греции (ДАГ) и греческим правительством.
Многие крестьяне, левые, социалисты, понтийские греки, этнические меньшинства из Северной Греции (особенно, славомакедонцы) и идейные коммунисты вступили в борьбу на стороне Коммунистической партии Греции (КПГ) и ДАГ. Поддержка Социалистической Федеративной Республики Югославия и Социалистической Народной Республики Албания помогла ДАГ продолжить борьбу. ДАГ имела большую поддержку среди жителей региона Македония: есть утверждения, что к 1949 году от 40 до 60 % рядовых членов ДАГ состояли из славомакедонцев. Учитывая их важную роль в войне, на пятом пленуме КПГ, состоявшимся 31 января 1949 года, была принята резолюция, в которой говорилось, что после победы коммунистов славомакедонцы «найдут свое национальное восстановление в едином греческом государстве». Однако усилий греческих коммунистов и их союзников оказалось недостаточно для того, чтобы переломить ситуацию.
К весне 1947 года коммунистические силы контролировали большую часть греческих сельских районов, но не обладали значительной поддержкой в городах страны. В то же время, многие греческие тюрьмы были полны партизан и прокоммунистически настроенных граждан. Тысячи людей были казнены специальными расстрельными командами по обвинению в совершении «зверств» против греческого государства. После поражения в Пелопоннесе новая волна террора распространилась по районам, контролируемым правительством в Афинах.
Временное (коммунистическое) правительство, располагавшееся в своей штаб-квартире на горе Вице, вскоре решило эвакуировать всех детей в возрасте от 2 до 14 лет из контролируемых им районов. К 1948 году районы, контролируемые Временным правительством, были сокращены до сельских районов Македонии и Эпира. И вскоре многие раненые партизаны и пожилые люди, вместе с детьми-беженцами, были эвакуированы в Народную Республику Албания. После 1948 года югославское правительство приняло решение о закрытии югославско-греческой границы, что, в свою очередь, привело к бегству в Югославию части партизан из славомакедонского меньшинства, следовавших политике этой страны.
В последующие месяцы и годы Национальная армия начала консолидировать свою власть в районах, которые ранее контролировались Временным правительством. Многие деревни были разрушены в ходе боевых действий, а перемещенные жители часто бежали из страны через Албанию и Югославию. К началу 1949 года обстановка для коммунистов в Греции всё более ухудшалась.
Многие люди бежали по причине явного краха ДАГ, а та часть  славомакедонцев, которая сотрудничала с ДАГ бежала, чтобы избежать возможного преследования со стороны наступающей национальной армии. Коммунисты позже утверждали, что общее число политических беженцев составляло 55 881 человек — при этом из Греции было эвакуировано от 28 000 до 32 000 детей. В документе 1951 года, опубликованном в Югославии говорилось, что общее количество славомакедонцев, покинувших Грецию во время гражданской войны, составляло 28 595; в то же время некоторые источники соседней Республики Македония утверждают, что число беженцев составило более 213 000 человек.
В течение войны тысячи коммунистов были убиты, заключены в тюрьму, а их земли были конфискованы. Штаб Демократической армии сообщал, что с середины 1945 года по 20 мая 1947 года только в Западной Македонии было избито 13 259 человек, 3215 лиц было заключено в тюрьму, а 268 человек были казнены без суда.